# Vitae
Vitae è un album di Davide Cavuti pubblicato nel 2016 dall'etichetta discografica MuTeArt.

## Il disco
Il disco comprende 23 tracce con i testi e le musiche originali di Davide Cavuti. L'album è stato presentato il 23 dicembre 2016 presso l'Auditorium del Parco del Castello dell'Aquila. 
Al disco hanno partecipato molti attori del cinema e del teatro italiano quali Giorgio Albertazzi, Luca Argentero, Paolo Bonacelli, Mariangela D’Abbraccio, Arnoldo Foà, Paola Gassman, Vanessa Gravina, Alessandro Haber, Maria Rosaria Omaggio, Ugo Pagliai, Giorgio Pasotti, Michele Placido, Violante Placido, Alessandro Preziosi, Edoardo Siravo, Caterina Vertova.
Oltre ai brani recitati, il disco presenta otto tracce musicali che vedono la partecipazione delle cantanti Antonella Ruggiero e Federica Vincenti e dei musicisti Fabrizio Bosso, Javier Girotto e Paolo di Sabatino.
L'album, prodotto da Davide Cavuti, è dedicato alle città di L'Aquila e di Amatrice.

## Tracce
1. Preghiera 6 aprile 2009' – 2:26 (interpretato da Paola Gassman e Ugo Pagliai - testo e musica di Davide Cavuti)
2. Your Princess – 2:48 (interpretato da Federica Vincenti - testo e musica di Davide Cavuti)
3. Desaparecidos – 3:02 (interpretato da Federica Vincenti - testo e musica di Davide Cavuti)
4. Suite Itaker – 4:54 (musica di Davide Cavuti)
5. Yo soyJosé – 3:26 (interpretato da Michele Placido - testo e musica di Davide Cavuti)
6. Il mio angelo è scomparso nel nulla – 3:53 (interpretato da Caterina Vertova - testo e musica di Davide Cavuti)
7. Virinoj Tango – 3:26 (musica di Davide Cavuti)
8. Il visto per il Paradiso – 2:24 (interpretato da Edoardo Siravo - testo e musica di Davide Cavuti)
9. Il paese dagli sguardi negati – 1:52 (interpretato da Mariangela D’Abbraccio - testo e musica di Davide Cavuti)
10. Tema per Giorgio – 2:32 (musica di Davide Cavuti)
11. Lettera ad Antonio Russo – 2:56 (interpretato da Arnoldo Foà - testo e musica di Davide Cavuti)
12. L’amor nuovo – 1:12 (interpretato da Vanessa Gravina - testo e musica di Davide Cavuti)
13. En plein air – 1:29 (musica di Davide Cavuti)
14. Avevo un lavoro – 2:21 (interpretato da Giorgio Pasotti - testo e musica di Davide Cavuti)
15. Volo – 3:18 (interpretato da Violante Placido - testo e musica di Davide Cavuti)
16. Marcinelle – 3:07 (musica di Davide Cavuti)
17. La mia ultima stazione – 4:21 (interpretato da Alessandro Haber - testo e musica di Davide Cavuti)
18. Il mio grido – 1:47 (interpretato da Luca Argentero - testo e musica di Davide Cavuti)
19. Le temps de René – 3:10 (musica di Davide Cavuti)
20. Viaggio a Weimar – 1:18 (interpretato da Maria Rosaria Omaggio - testo e musica di Davide Cavuti)
21. La pace – 1:43 (interpretato da Paolo Bonacelli - testo e musica di Davide Cavuti)
22. Stupor del mondo – 2:30 (interpretato da Antonella Ruggiero - musica di Davide Cavuti)
23. Vitae – 1:02 (interpretato da Alessandro Preziosi - testo e musica di Davide Cavuti)

## Musicisti
- Davide Cavuti - fisarmonica, pianoforte
- Paolo di Sabatino - pianoforte
- Antonio Scolletta – violino, viola solista
- Fabrizio Bosso - tromba
- Javier Girotto - sassofono
- Marco Siniscalco - basso
- Glauco Di Sabatino – batteria, percussioni
- Lorenza Mazzonetto - violino
- Luana De Rubeis - violino
- Marcello Manfrin - viola
- Giancarlo Giannangeli - violoncello
- Franco Finucci - chitarra
- Fabrizio Mandolini - sassofono soprano
- Marco Collazzoni - sassofono tenore
- Flavio Pistilli - pianoforte, tastiere
- Gianfranco Bassino - basso
- Le Grand Tango Ensemble

## Attori e cantanti
- Giorgio Albertazzi
- Luca Argentero
- Paolo Bonacelli
- Mariangela D'Abbraccio
- Arnoldo Foà
- Paola Gassman
- Vanessa Gravina
- Alessandro Haber
- Maria Rosaria Omaggio
- Ugo Pagliai
- Giorgio Pasotti
- Michele Placido
- Violante Placido
- Alessandro Preziosi
- Antonella Ruggiero
- Edoardo Siravo
- Caterina Vertova
- Federica Vincenti